# Timezgadiouine
Timezgadiouine (en àrab تمزڭدوين, Timzgadiwīn; en amazic ⵜⵉⵎⵣⴳⴰⴷⵉⵡⵏ) és una comuna rural de la província de Chichaoua, a la regió de Marràqueix-Safi, al Marroc. Segons el cens de 2014 tenia una població total de 7.825 persones.